# Zwei Däninnen in Lederhosen
Zwei Däninnen in Lederhosen ist eine 1978 gedrehte, deutsche Softsexfilmkomödie von Franz Marischka aus der Reihe der Lederhosenfilme.

## Handlung
Rosemarie, genannt Rosi, und ihre Kollegin Uli haben bisher als Serviererinnen in einem Striptease-Lokal in der Münchner Innenstadt gearbeitet. Nun ist der in Verruf geratene Laden von der Polizei aus Gründen von Sitte und Anstand geschlossen worden. Die beiden abenteuerlustigen Mädels „leihen“ sich von Tonio Borsalino, einem italienischen Freund, dessen weißen Ami-Schlitten, seinen ganzen Stolz, aus, um durch Oberbayern zu kurven und eventuell sogar einen neuen Job zu finden. In dem Dorf Mutzenbach machen sie Halt und kommen bei dem Dorfgigolo Sepp Eber, dem Mutzenbacher Wirt, unter. Ihm und den anderen Mutzenbachern gegenüber geben sich die beiden Mädels als Däninnen auf der Durchreise aus. Das machte sie in den Augen der männlichen Dorfbevölkerung um so heißer. Sie fühlen sich gleich wohl, nicht zuletzt deshalb, weil halb Mutzenbach hinter ihnen her ist.
Dass das von Tonio ungefragterweise entwendete Auto voller Schmuggelgut ist, wissen die beiden Grazien nicht. Umso überraschter sind sie, als plötzlich der von seinem halbseidenen Boss Calafatti zusammengestauchte kleine Italiener mit einem entwendeten Polizeimotorrad in Mutzenbach auftaucht, um sein Auto zurückzufordern – samt Inhalt. Auch andere Männer sorgen in der bayerischen Dorfidylle für einige Aufregung: Da sind beispielsweise zwei Investoren mitsamt der Tochter eines der beiden. Sie planen, in eine vermutete Heilquelle Mutzenbachs zu investieren, die in Wahrheit aber gar nicht existiert. Ganz blöd sind die beiden Männer nicht: Sie wollen ihr Geld lediglich im Rahmen eines Abschreibungsmodells zur Steuervermeidung investieren und kalkulieren den Totalverlust ihrer Investition bewusst ein. Wegen dieser Investition geraten bald der Bürgermeister und der Dorfpfarrer aneinander: Während der eine den Aufschwung dank Fremdenverkehr erhofft, fürchtet der andere den Einzug der Sünde.
Ein weiterer, unfreiwilliger Neu-Mutzenbacher ist ein französischer Student, der für eine Woche im Dorfgefängnis gelandet ist. Uli und Rosi finden ihn ganz süß, und wenn sich schon Eber-Sepp hier als Touristinnenbeglücker verdingt, warum sollen es die falschen Däninnen nicht einmal auch bei Monsieur versuchen? Drei Ganoven wiederum, die Borsalinos Schmuggelgut an sich nehmen wollen, sowie eine mannstolle Frau, die von Sex einfach nicht genug bekommen kann, sind weitere Mutzenbach-Protagonisten. Die verschiedenen Handlungsstränge führen in Mutzenbach ein einziges Chaos herbei, das vor allem in den Dorfbetten ausgetragen wird. Der Grund dafür ist das Schmuggelgut im Ami-Schlitten, der genauso weiß ist wie das dort versteckte Pulver: Der „Schnee“ sieht zwar aus wie Heroin, erweist sich aber, als er flächendeckend von den Mutzenbacher Kerlen konsumiert wird, als wahres Wundermittel in Sachen Potenzsteigerung.

## Produktionsnotizen
Zwei Däninnen in Lederhosen, auch bekannt unter dem Titel Zwei Däninnen in Oberbayern, entstand an 30 Drehtagen zwischen dem 4. September und dem 10. Oktober 1978 in München und am Deininger Weiher. Fertig gestellt wurde der Streifen am 20. Dezember 1978. Uraufführung war am 18. Januar 1979 im Wiesbadener Passage-Kino.
Produzent Leon Pulwer übernahm auch die Produktionsleitung. Tim Zorn sorgte für die Ausstattung.

## Kritik
Das Lexikon des Internationalen Films sah in dem Streifen „üble[n] Klamauk, der keine Gelegenheit für dumm-zotige Witze ausläßt“.